# Hermann Lücke (Politiker, 1920)
Hermann Lücke (* 4. Juni 1920 in Limburg) ist ein deutscher Politiker (DP) und war Mitglied des Niedersächsischen Landtages.

## Leben
Hermann Lücke erlernte den Beruf des Feinmechanikers. Vom 13. November 1950 bis 30. April 1951 war er Mitglied des Niedersächsischen Landtages (1. Wahlperiode), seit dem 28. März 1951 als Mitglied der DP/CDU-Fraktion.